# Tay bắn bi cự phách
Tay bắn bi cự phách (爆球連発！！スーパービーダマン Bakkyū Renpatsu!! Sūpā Bī-Daman) là loạt manga được đăng trên tạp chí Coro Coro Comics, dựa đồ chơi B-Daman của Takara. Truyện được phát hành lần đầu vào năm 1995. Anime chuyển thể do Xebec sản xuất đã được phát sóng trên TV Tokyo từ 1 tháng 1 năm 1999 đến 1 tháng 10 năm 1999. Tại Việt Nam, bộ phim đã được chiếu trên kênh HTV7 vào năm 2002.